# Doris Berger (Unihockeyspielerin)
Doris Berger (* 11. Dezember 1996) ist eine Schweizer Unihockeyspielerin. Sie steht beim Nationalliga-A-Vertreter UHV Skorpion Emmental unter Vertrag.

## Karriere
Berger begann ihre Karriere beim UHV Skorpion Emmental, bei welchem sie 2015/16 zu ihrem ersten Pflichteinsatz für die erste Mannschaft absolvierte. Auf die folgende Saison gehörte sie fix dem Kader der ersten Mannschaft an. Vor den Playoffs gab der UHV Skorpion Emmental bekannt, dass Berger in der Saison 2018/19 weiterhin für den Verein auflaufen wird.
Am 26. Februar verkündete piranha chur den Wechsel der Stürmerin zum Bündner Spitzenclub zur Saison 2021/22.